# NGC 1161
NGC 1161 ist eine Linsenförmige Galaxie mit aktivem Galaxienkern vom Hubble-Typ S0 im Sternbild Perseus am Nordsternhimmel. Sie ist schätzungsweise 90 Millionen Lichtjahre von der Milchstraße entfernt und hat einen Durchmesser von etwa 75.000 Lichtjahren. Gemeinsam mit NGC 1160 bildet sie  das isoliert gelegene Galaxienpaar KPG 86.
Im selben Himmelsareal befinden sich u. a. die Galaxien IC 274 und IC 275.
Das Objekt wurde von dem Astronomen William Herschel am 7. Oktober 1784 mithilfe eines 18,7-Zoll-Teleskops entdeckt.